# Болейн, Мария
Мария Болейн (англ. Mary Boleyn, употреблялось также написание Bullen; ок. 1499, Норфолк — 19 июля 1543, Эссекс) — сестра королевы Анны Болейн, второй жены короля Англии Генриха VIII Тюдора.
В течение неопределённого периода Мария была любовницей Генриха VIII и, вероятно, родила от него дочь и сына, хотя король никогда не признавал этих детей. Предположительно, у Марии также была любовная связь с королём Франции Франциском I. Мария Болейн дважды состояла в браке. В 1520 году она вышла замуж за приближённого короля, сэра Уильяма Кэри, который умер в 1528 году вследствие эпидемии английского пота. Её вторым мужем в 1534 году стал небогатый мелкий служащий при королевском дворе Уильям Стаффорд. Этот тайный брак, свершившийся без позволения короля, с человеком, которого считали ниже её по статусу, стал причиной её разлада с семьёй и привёл к отлучению Марии от королевского двора. Последовавшие годы жизни Мария Болейн провела в безвестности.

## Биография

### Ранние годы
Мария Болейн родилась в семье сэра Томаса Болейна, влиятельного придворного при королях из династии Тюдоров (Генрихе VII и Генрихе VIII), и его жены леди Элизабет Говард. Сэр Томас происходил из семьи зажиточных землевладельцев, наживших солидное состояние торговлей, леди Элизабет принадлежала к старинному и знатному роду Говардов. Родители Марии поженились приблизительно в 1498 году, и Мария, вероятно, появилась на свет в родовом поместье Болейнов Бликлинг-холл, в графстве Норфолк. Помимо неё в семье было ещё несколько детей, так как по словам Томаса Болейна его жена после свадьбы каждый год рожала по ребёнку. Это продолжалось по меньшей мере до 1505 года, и достоверно известны имена пяти отпрысков четы Болейн: это сама Мария, её сестра Анна и их братья — Джордж, Генри и Томас. Скорее всего, могли быть и другие дети, но о них сведений не сохранилось. Кроме того, не представляется возможным определить точную дату рождения Марии Болейн, и обычно рассматривается период между 1499 и 1508 годами. Также остаётся неясным, в каком порядке дети Болейнов появились на свет, и среди историков долгое время продолжались споры о том, кто из сестёр была старшей, а кто — младшей.
Существующие свидетельства об очерёдности рождения сестёр расцениваются исследователями как косвенные. Некоторые из них, опираясь на рукописи и публикации первой половины XVII века, считают, что Мария была младшей сестрой Анны Болейн. Подобные сведения исходят из генеалогического каталога 1619 года герольда Ральфа Брука, книги «Ancient Funerall Monuments» антиквария Джона Уивера, опубликованной в 1631 году, записей о жизни семейства Беркли, сделанных Джоном Смайтом, который служил у них управляющим на протяжении более сорока лет — с 1596 по 1640 год, а также надписи на могильном камне правнучки Марии, леди Беркли, умершей в 1635 году. Тем не менее Брук противоречит сам себе, называя Анну попеременно то старшей дочерью, то младшей. В записях Смайта и надписи на могильном камне леди Беркли, должно быть, повторена неточность, допущенная в рукописи из собрания семьи Беркли, датированной 1584 годом. Что касается книги Уивера, то британский эксперт по тюдоровской эпохе Эрик Айвз счёл информацию из неё «абсолютно неправдоподобной», а кроме того, Уивер не приводит источник на своё утверждение, что Анна была старшей из сестёр. И всё же, ссылаясь на Уивера, американский историк Рета Уорник в биографии Анны Болейн 1989 года называет Марию младшей сестрой, а датой её рождения указывает 1508 год. Однако, если принять во внимание такие факты из жизни Марии, как назначение фрейлиной в свиту принцессы Марии Тюдор в 1514 году, её случившийся чуть позже предполагаемый роман с французским королём и её первый брак, состоявшийся в 1520 году, то едва ли все эти события можно соотнести с предложенной датой рождения в 1508 году.
Между тем, дети Марии считали, что она была старшей, с чем соглашается большинство учёных. Более близкие к тому периоду источники, среди которых примечания Уильяма Кэмдена в его трудах, опубликованных в 1615 году, заявление Николаса Сандерса в его религиозном трактате от 1585 года и письмо лорда Хансдона от 1597 года, указывают на то, что Мария была старшей дочерью Болейнов. Это также подтверждается формулировкой в патентной грамоте от 1532 года о присвоении Анне титула маркизы Пембрук, в которой она названа «одной из дочерей» сэра Томаса. Будь Анна старшей, это было бы ясно обозначено. Однако важнейшим свидетельством старшинства Марии является письмо её внука Джорджа, лорда Хансдона к лорду Бёрли о его намерении претендовать на некогда принадлежавший его прадеду Томасу Болейну титул графа Ормонда, на основании того, что он был законным наследником семейства Болейн. Согласно строгим правилам наследования аристократических титулов, если бы Анна была старшей из сестёр, этот титул должен был перейти к её дочери, королеве Елизавете, и Хансдон никак не смог бы это опровергнуть и тем более не стал бы пытаться оспорить права на титул. Что касается года рождения, то большинство историков сходятся во мнении, что Мария Болейн родилась приблизительно в 1499 году или 1500 году.
Вместе с сестрой и братьями, родившимися до 1505—1506 годов, первые годы жизни Мария провела в фамильном особняке Бликлинг-холл. После смерти деда Марии, сэра Уильяма Болейна, семейство перебралось в замок Хивер в графстве Кент. Дети Болейнов первоначально получили стандартное образование, соответствовавшее их статусу. Дочери прежде всего обучались игре на музыкальных инструментах (лютне и вёрджинеле), танцам, пению и шитью, а также этикету, верховой езде, охоте и умению управлять домохозяйством. Все дети Болейнов учили французский язык. Первые уроки письма и чтения на родном языке они, вероятно, получили от своей матери. Более подробных сведений об образовании Марии не сохранилось. Достоверно известно лишь то, что она была грамотной, по её же собственному признанию читала много книг, могла написать соответствующее ситуации письмо и бегло говорила на французском. По сохранившимся письмам Марии Болейн видно, что хотя её стиль написания не был столь элегантным, как у её сестры, она всё же обладала умением чётко формулировать свои мысли. Недостаток подробностей заставил исследователей строить гипотезы о том, что она была куда менее одарённой, чем Анна или Джордж, и всё же вряд ли Марии, как старшей дочери, не дали образования, подобного тому, что получила её младшая сестра.
Сэр Томас Болейн принимал активное участие в воспитании и образовании своих детей. Сам он слыл весьма умным и эрудированным человеком, свободно владел французским и латынью и, подобно гуманисту и философу Томасу Мору, поддерживал передовые идеи того времени о женском образовании. Он приложил достаточно усилий для того, чтобы его дочери получили возможность усовершенствовать свои знания и манеры при самых высококультурных королевских дворах континентальной Европы. С 1512 года Болейн находился с дипломатической миссией в Нидерландах, где у него сложились дружеские отношения с эрцгерцогиней Маргаритой Австрийской. Двор Маргариты считался одним из самых изысканных в Европе, и когда сэру Томасу удалось заручиться её согласием взять под опеку одну из его дочерей, ему пришлось сделать выбор. Некоторое время считалось, что это Мария продолжила своё образование за рубежом и составляла компанию эрцгерцогине Маргарите. Однако благодаря сохранившемуся письму Анны, написанному ею в загородном поместье эрцгерцогини Тервюрене, стало ясно, что именно она была в то время в свите Маргариты. Неизвестно, почему Болейн предпочёл отправить свою младшую дочь. Мария, как старшая, была более подходящей кандидатурой, однако впоследствии её часто характеризовали как спокойную и ничем не примечательную девушку, и возможно сэр Томас полагал, что Анна, несмотря на юный возраст, была более перспективной из сестёр. Или же он счёл, что именно Анне нужно было отшлифовать свои знания и манеры, тогда как Мария уже была готова к карьере придворной дамы. К тому же одной из целей поездки в Нидерланды было более тщательное изучение французского языка, и существует предположение, что Мария уже достаточно хорошо освоила французский и не нуждалась в дополнительных занятиях, а её отец, вероятно, мог подыскивать для неё место при английском королевском дворе.

### Путешествие во Францию

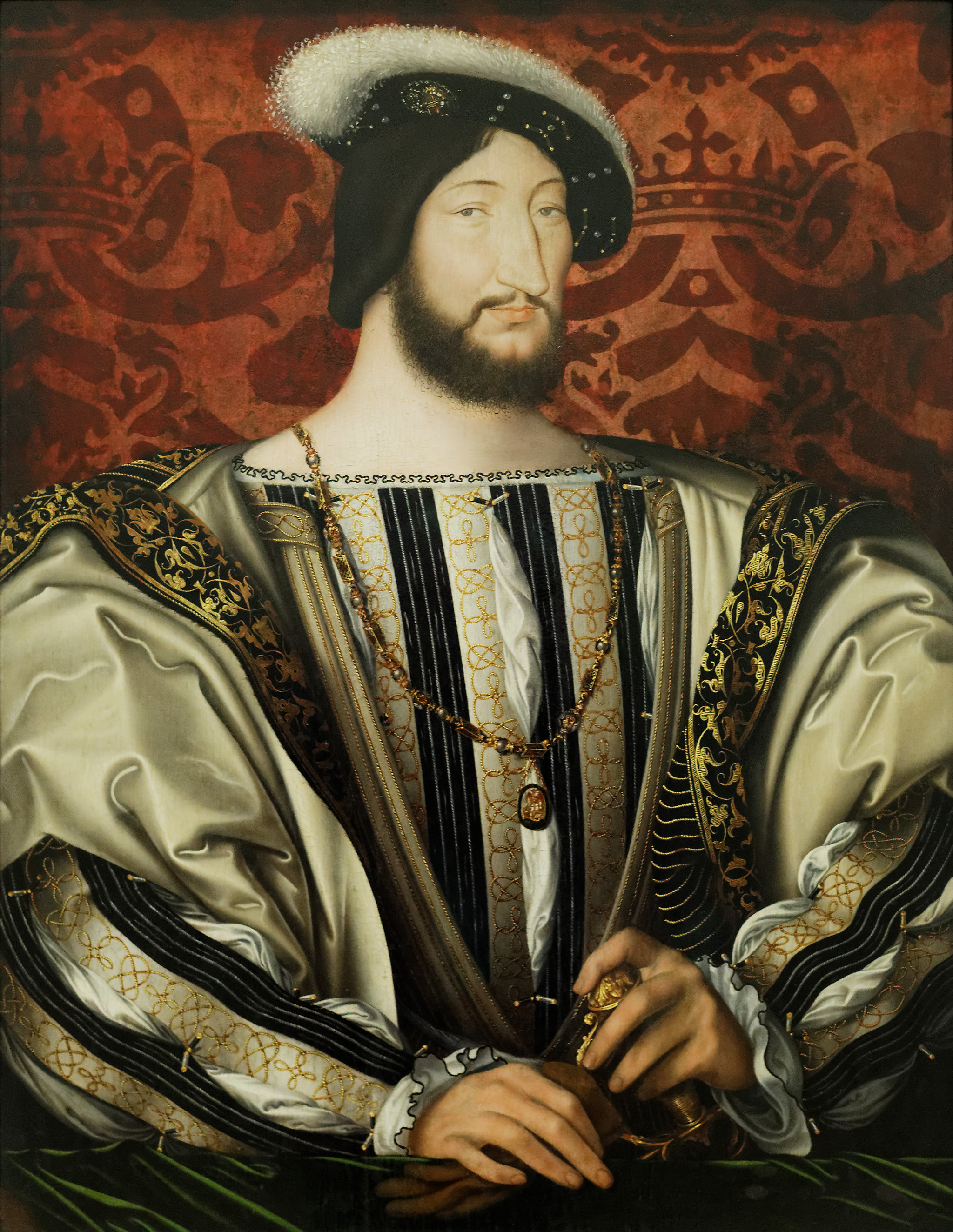
Король Франциск I Валуа, портрет работы Жана Клуэ, ок. 1527—1530 годов. Из коллекции Луврского музея

Мария оставалась в Англии большую часть своего детства, однако нет сведений, где именно она находилась: дома в Хивере или же жила и воспитывалась у кого-то из знатных друзей отца, что было в обычае тех времён. Её дебютом при королевском дворе стала должность фрейлины принцессы Марии Тюдор, которую осенью 1514 года должны были выдать замуж за короля Франции Людовика XII. Принцессе понадобились фрейлины, владевшие французским языком, и она потребовала, чтобы обе сестры Болейн сопровождали её во Францию. Сэр Томас Болейн предоставил к её услугам обеих своих дочерей, попутно отозвав Анну из Нидерландов, откуда та, по всей видимости, и отправилась ко двору Людовика, воссоединившись там позже с сестрой. Мария Болейн, скорее всего, сначала в августе 1514 года прибыла в Гринвич, где могла присутствовать на свадьбе по доверенности, состоявшейся 13 августа, а затем в октябре она отплыла на континент в составе свиты принцессы Марии. В списке приближённых фрейлин принцессы она была обозначена как M. Boleyn (M могло означать Mary, Mistress или Mademoiselle), и её имя Marie Boulonne фигурирует в списках тех, кому были сделаны выплаты за службу в период с октября по декабрь 1514 года.
Мария Болейн несомненно присутствовала 9 октября на королевской свадьбе в Абвиле, а затем на коронации новой королевы Франции. Вскоре после свадьбы свита королевы была переформирована. Недовольный тем, что его жену окружало слишком много англичан, король приказал большей части из них вернуться на родину. С королевой осталось лишь несколько фрейлин, самых юных и неопытных, включая Марию Болейн и её сестру. Но Людовик скончался уже 1 января 1515 года, а Мария Тюдор, поспешно выйдя замуж за герцога Саффолка, уехала назад в Англию в начале мая того же года. О судьбе Марии Болейн в тот период нет достоверных сведений, и мнения исследователей по этому вопросу разделились. Часть из них полагает, что она, по всей видимости, отправилась домой вместе с бывшей французской королевой, тогда как её сестра Анна осталась при дворе новой королевы Клод, жены преемника Людовика Франциска I. Остальные считают, что Мария тоже могла остаться в свите Клод, однако тому нет никаких подтверждений.
Как бы то ни было, предполагаемый роман Марии Болейн с королём Франциском случился в тот короткий период её пребывания во Франции после смерти Людовика XII — в первые месяцы 1515 года. Позже Франциск отозвался о ней как о своей «английской кобыле» и «великой распутнице, самой бесстыжей из всех». Неизвестно, насколько продолжительной была эта связь, но Мария никогда не позиционировалась как признанная официальная фаворитка Франциска, первой из которых стала Франсуаза де Фуа. Возможно, фрейлина-англичанка была для короля мимолётным увлечением, и когда их отношения прекратились, у неё, вероятно, могли быть другие любовные связи, что в конечном счёте и могло привести к тому, что она была вынуждена покинуть французский двор и вернуться в Англию.
Тем не менее некоторые историки убеждены, что слухи о её любовных похождениях во Франции преувеличены, однако сходятся во мнении, что по крайней мере часть из них правдива, и у неё могла быть любовная интрига с королём или с кем-то из его ближайшего окружения. Существует только одно свидетельство, позволяющее предположить, что на короткое время Мария Болейн стала любовницей короля Франциска. Замечания о том, что Франциск некогда знавал Марию как «великую распутницу» были зафиксированы в донесении апостольского нунция Родольфо Пио ди Карпи в марте 1536 года, спустя более двадцати лет после возможных событий. Будучи католиком, Пио ди Карпи с неодобрением относился к религиозным переменам в Англии и был настроен против причастных к ним Болейнов. В его отчётах о событиях в Англии много неточностей, и они нередко были основаны на искажённых слухах и сплетнях. Однако он бывал при французском дворе, имел доступ к более надёжной информации и общался с Франциском, потому в его записях об отношениях короля с Марией могут содержаться подлинные сведения, хотя и сильно приукрашенные. Подкреплённое более поздними неподтверждёнными сплетнями, которые на самом деле касались Анны Болейн, это высказывание заставило многих исследователей полагать, что Мария приобрела скандальную репутацию при французском дворе. Будь это так, об этом существовали бы близкие к тому периоду записи. Кроме того, циркулировавшие позднее пересуды о распутности Марии исходили от враждебно настроенных католиков и распространялись с целью очернить Анну Болейн и её семью. Впоследствии другие авторы столь часто повторяли в своих трудах эти домыслы, что они стали восприниматься как факт. Но по всей видимости, роман Франциска с Марией Болейн, если он действительно случился, был настолько коротким, что о нём не осталось каких-либо дополнительных упоминаний. Также нет никаких доказательств и того, что у Марии после него были другие любовные связи, из-за которых её якобы отстранили от службы при королевском дворе.
Что же касается каких-либо сведений о деятельности и дальнейших перемещениях Марии или её местопребывании, то за период с мая 1515 года по февраль 1520 года об этом вообще нет никакой информации. Основываясь лишь на косвенных фактах, историки вывели ряд гипотез о её судьбе в этот отрезок времени. По одной из версий, вернувшись в Англию, она могла получить место в свите Екатерины Арагонской, первой жены Генриха, однако нет свидетельств, что она вообще когда-либо назначалась фрейлиной в домохозяйстве этой королевы. В другом случае, Мария могла по-прежнему оставаться на службе у королевы Марии Тюдор, но и тому нет никаких подтверждений. Предположительно, причина отсутствия её имени в каких-либо отчётах или донесениях с 1515 по 1520 годы могла быть в домыслах о её предосудительном образе жизни во Франции. Подобная теория основана на записях Николаса Сандерса и Уильяма Растелла о пребывании Анны Болейн во Франции. Якобы после её неподобающего поведения в 1516 году при французском дворе отец отправил Анну в дом своего друга в Фонтене-ле-Бри, где она жила до возвращения в Англию в 1522 году. Эти сведения изначально ошибочны, так как достоверно известно, что Анна тогда была фрейлиной при дворе королевы Клод, и её поведение не вызывало каких-либо нареканий. По мнению исследователей Сандерс и Растелл, вероятно, могли перепутать Анну с Марией, случайно или намеренно, и возможно именно Мария Болейн при содействии отца перебралась в Фонтене-ле-Бри после предполагаемого краткого романа с французским королём. Пребывание под защитой респектабельного семейства позволило ей сохранить свою репутацию, и Мария могла жить в Фонтене-ле-Бри до тех пор, пока не был устроен её брак в Англии.

### Первый брак и отношения с Генрихом VIII

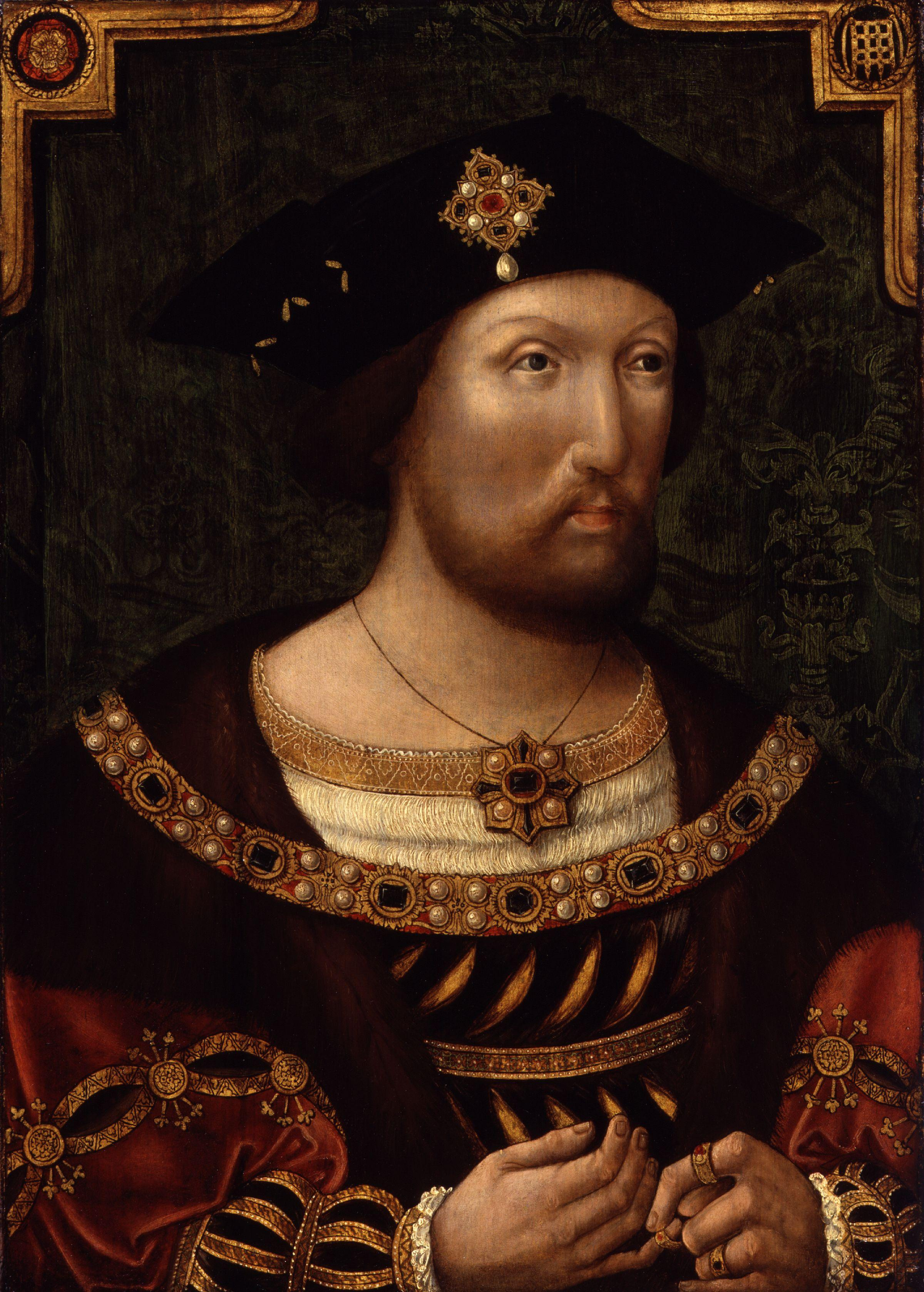
Король Генрих VIII Тюдор, портрет работы неизвестного художника, ок. 1520 года. Из коллекции Национальной портретной галереи в Лондоне

Тогда как ничего неизвестно о том, когда именно Мария Болейн вернулась в Англию и что с ней было после, но 4 февраля 1520 года в её жизни произошло значимое событие. В этот день Мария вышла замуж за Уильяма Кэри, придворного из королевской свиты. Кэри происходил из старинного рода и по линии Бофортов был дальним родственником короля и его приближённым. Генрих VIII был гостем на свадебной церемонии, свершившейся в королевской часовне Гринвичского дворца, и его присутствие во многом было связано с тем, что отец невесты и жених были у него в милости. Этот альянс вовсе не был поспешным прикрытием для якобы начавшегося романа Генриха с Марией Болейн, как заявлялось историками ранее. Хотя скорее всего король сам участвовал в организации этого брака: контроль над брачными союзами знати был его традиционной привилегией, а Кэри был его родственником, и вполне возможно, что он был заинтересован в том, чтобы подыскать ему подходящую жену. Переговоры о браке начались, вероятно, ещё до начала 1519 года. Для жениха и невесты этот союз был в равной степени престижным и выгодным: Уильям Кэри был из родовитой семьи, занимал влиятельное положение при дворе, пользовался благоволением короля и мог рассчитывать на блестящие перспективы; Мария Болейн была дочерью уважаемого и богатого придворного, за ней было обеспечено достойное приданое, и посредством этого брака Уильям Кэри смог породниться с такими семействами как Говарды и Батлеры. По мнению историка викторианской эпохи Агнес Стрикланд пара поженилась по любви, однако доказательств этого нет, поскольку ничего не известно о личных отношениях между Марией и Уильямом. После свадьбы они оставались при дворе: Кэри продолжал свою службу в Тайных покоях короля, а Мария, хотя и не фигурировавшая в списках фрейлин королевы Екатерины Арагонской, тем не менее неотлучно находилась в числе приближённых королевской четы, и, вероятно, периодически могла прислуживать королеве, благодаря чему она также имела привилегированный статус и независимый доход. Супруги Кэри принимали участие в различных торжествах и увеселениях при дворе, а в июне 1520 года Мария и Уильям Кэри присутствовали на Поле золотой парчи, череде мероприятий, посвящённых переговорам между королями Франциском I и Генрихом VIII. Там Мария, сопровождавшая Екатерину Арагонскую, смогла увидеться с сестрой Анной, которая на тот момент проживала во Франции, служа в свите королевы Клод.
Некоторое время спустя король завязал отношения с Марией. Неясность относительно начала их романа имеет несколько факторов. Во-первых, неизвестно точно, когда именно он начался и как долго длился. Во-вторых, король никогда не предавал огласке свои внебрачные связи, и потому относящиеся к той эпохе заметки о них фрагментарны. Отчасти причиной тому было стремление Генриха сохранить свою репутацию добродетельного и благочестивого государя. В отличие от короля Франциска I, Генрих в первые годы правления не позволял ни одной из своих любовниц пользоваться тем влиянием, которое угрожало бы положению королевы; более того, при королевском дворе Англии для любовниц монарха не существовало статуса официальной королевской фаворитки как при дворе во Франции, и они могли рассчитывать лишь на благосклонность короля и некоторое материальное вознаграждение. Роман Генриха VIII и Марии Болейн проходил в обстановке такой скрытности, что о нём почти не сохранилось каких-либо письменных комментариев, как и сведений о том, какие чувства они испытывали друг к другу.
Эта связь не вызвала никакого ажиотажа при дворе и не сопровождалась никакими публичными скандалами, а о её существовании стало известно из более поздних по времени источников. Первое близкое к тому периоду упоминание о ней датируется только 1527 годом, когда король запросил у папы римского диспенсацию на брак с сестрой Марии, Анной. Среди других источников заявления Джорджа Трокмортона (1533 год) и Джона Хейла (1535 год), нескольких испанских дипломатических отчётов 1530-х годов и трактат, написанный родственником короля, кардиналом Реджинальдом Поулом, в 1538 году, в котором тот осуждал Генриха VIII за женитьбу на сестре его любовницы. Что касается начала романа, то основываясь на скудных свидетельствах, ряд исследователей сделал вывод, что король увлёкся Марией уже после её замужества, и произошло это ближе к 1522 году. На проходивших в марте этого года торжествах в честь послов императора Карла V Генрих проявлял знаки внимания к своей новой избраннице в соответствии с правилами куртуазной любви. На рыцарском турнире он выступил под девизом Elle mon Coeur a navera («Она ранила моё сердце»), символически намекая на свои чувства к ней. Позже, во дворце Йорк-плейс, принадлежавшем кардиналу Томасу Уолси, состоялось красочное маскарадное представление под названием Château Vert («Зелёный Замок»), в ходе которого восемь придворных дам, изображавших женские добродетели, были спасены храбрыми рыцарями во главе с Генрихом. Затем начались танцы, и Мария, исполнявшая роль Доброты, вероятно, танцевала с королём. Все эти проявления внимания совпали по времени с пожалованием Уильяму Кэри различных грантов, выгодных должностей и полномочий, первые из которых он получил уже в феврале 1522 года. Этот поток подарков не иссякал вплоть до 1525 года, когда по всей видимости роман короля и Марии завершился. Последние пожалования Кэри были сделаны в первой половине 1526 года, что соотносилось по времени с рождением у Марии сына, вопрос об отце которого остаётся открытым, а также с тем, что внимание короля уже переключилось на младшую из сестёр Болейн — Анну.
За период королевского романа, длившегося приблизительно с февраля 1522 года до осени 1525 года, Мария была беременна дважды. Старшая дочь, Кэтрин, родилась в 1524 году, второй ребёнок, сын Генри, появился на свет в марте 1526 года уже после того, как король расстался с Марией. Однако этот ребёнок мог быть зачат по всей видимости ещё в течение этой связи. Ходили слухи, что один из её детей или даже оба были рождены от Генриха VIII, однако поскольку Мария была замужем, отцом этих детей с той же долей вероятности мог быть и её супруг, Уильям Кэри. Тем не менее сам король никогда не признавал Кэтрин и Генри Кэри своими детьми, как он сделал это ранее в случае с Генри Фицроем, сыном от его предыдущей любовницы Элизабет Блаунт. Этот мальчик сразу же получил фамилию Фицрой (дословно — сын короля), и это уже было доказательством того, что Генрих признал своё отцовство, тогда как сын и дочь Марии носили фамилию её супруга — Кэри. Рождение Фицроя убедило короля в том, что не он повинен в отсутствии сыновей в его законном браке с королевой Екатериной, и в 1525 году Генрих пожаловал мальчику герцогские титулы и ряд высоких должностей, что, скорее всего, могло стать подготовкой к признанию его законным наследником престола. Вероятно, Генрих мог не признавать Кэтрин и Генри Кэри из-за того, что уже на момент рождения последнего из них он был увлечён сестрой своей прежней любовницы, Анной Болейн. Признание своими этих детей, особенно мальчика, от её старшей сестры было неуместно и могло спровоцировать возмущение при дворе и в более широких кругах тюдоровского общества. К тому же тогда король уже принял решение оставить королеву Екатерину Арагонскую, в браке с которой у него так и не появилось сына-наследника, и заменить её новой женой, которая, как он ожидал, родит ему сыновей. Эти сыновья могли стать полноправными наследниками престола, Фицрой же мог по-прежнему оставаться в своём статусе признанного внебрачного сына короля, так что необходимости признавать очередных незаконнорожденных детей у Генриха не было.
И всё же относительно Кэтрин и Генри нет ни единого надёжного источника, подтверждающего, что они были отпрысками короля, хотя и существуют аргументы как за, так и против этого, основанные на косвенных фактах. Прежде всего, в пользу того, что они могли быть детьми короля, историки указывают на совпадения дат рождения детей с датами пожалования части королевских грантов Уильяму Кэри. Предположительно, эти награды доставались Кэри для того, чтобы убедить его признать своё отцовство в отношении детей. К тому же Уильям Кэри был одним из немногих, кто оставался при короле по условиям Элтемских ордонансов — постановлений, с помощью которых кардинал Уолси пытался устранить своих соперников из Тайных покоев. Возможно, король хотел подобным образом вознаградить Кэри за уступчивость. В качестве ещё одного свидетельства приводятся заметки от апреля 1535 года Джона Хейла, викария из Айзелворта, в которых он сообщал, что «мистер Скидмор показал мне молодого господина Кэри, сказав, что он сын нашего короля от сестры королевы, которую её милость королева не допускает ко двору». Но достоверность высказываний Хейла подвергается сомнениям, так как он сам признал перед Тайным советом, что «злонамеренно оклеветал короля и королеву». Он был католиком и выступал против второго брака Генриха с Анной Болейн. Неоспоримо лишь, что на тот момент отношения Анны и Марии действительно были натянутыми, и Марию отлучили от двора, а замечание о том, что Генри Кэри — сын короля от сестры королевы, было типичной сплетней, распространявшейся сторонниками Екатерины Арагонской с тем, чтобы опорочить Болейнов и оспорить законность брака Генриха и Анны. Джон Хейл был казнён в Тайберне вскоре после того, как отказался признать короля главой Церкви, и кроме его заявлений, что «повсюду сплетничали и повсеместно предполагали» будто Генри Кэри был сыном короля, более нет никаких сопутствующих и неопровержимых свидетельств.

### Мария Болейн иВеликое дело короля

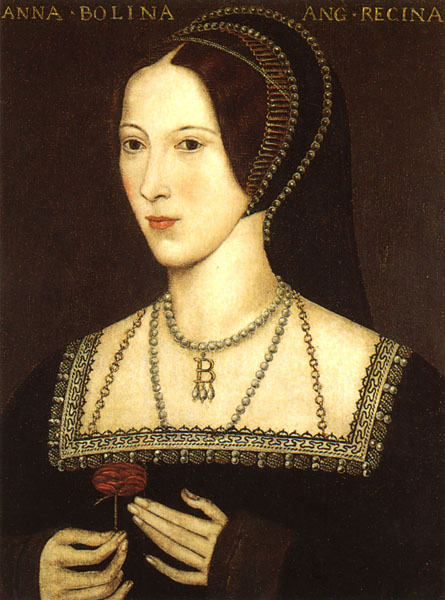
Анна Болейн, портрет работы неизвестного художника. Экспонируется в замке Хивер

Мария Болейн не привлекала особого внимания при английском дворе и маловероятно, что она пользовалась большим влиянием на короля в период их романа. Известно, что она не требовала каких-либо подарков в виде нарядов и драгоценностей или пожалований для себя и определённо не искала выгоды из своего положения. Вероятно, её деятельность в качестве любовницы состояла исключительно в удовлетворении интимных потребностей короля и обеспечении ему приятной компании наедине. После появления на маскараде Château Vert в 1522 году Мария фактически отошла в тень, в центре внимания королевского двора тогда оказалась другая сестра Болейн — Анна. Она вернулась в Англию в начале 1522 года, сразу завоевав большую популярность. Анна обладала эффектной внешностью, изысканными манерами и во всём следовала французской моде. У неё появились поклонники, в том числе лорд Генри Перси и сэр Томас Уайетт. В то время король как раз начал свой роман с Марией Болейн, но примерно в 1525 году, когда отношения с ней пошли на спад, он увлёкся её младшей сестрой. Неизвестно, как отреагировала на это Мария: нет свидетельств, что сёстры были близки или даже дружны друг с другом. Причины их расставания также остаются неясными, хотя кардинал Реджинальд Поул в своём трактате от 1538 года упоминал, что Генрих попросту «вскоре устал» от неё; она не была столь умна и проницательна, как её сестра, «начала утомлять» короля, и он утратил к ней интерес. Когда король отверг её, Мария по-прежнему оставалась при дворе, вернувшись к совместной жизни с Уильямом Кэри.
Анна отказала Генриху в предложении сделаться его любовницей или официальной фавориткой, как было принято во Франции. Она была прекрасно осведомлена о характере короля, о его особенности желать недосягаемого, и не собиралась следовать примеру своей сестры. Однако король уже был всерьёз увлечён ею и приблизительно с начала 1527 года твёрдо решил жениться на ней, чтобы с помощью нового брака также уладить вопрос с престолонаследником. Это побудило его искать пути для аннулирования брака с Екатериной Арагонской. Сначала король обратился к папе Клименту VII с просьбой аннулировать его брак с королевой на основании первой степени родства (Екатерина была прежде замужем за его братом Артуром и по каноническому праву считалась сестрой Генриха), а затем разрешить ему вступить в брак с женщиной, с которой он состоял в первой степени родства посредством предыдущих запретных отношений. Так отношения короля с Марией Болейн оказались преградой его намерениям жениться на Анне. Тем не менее Генрих обосновывал правомерность своего прошения тем, что Анна не была женой его брата, а всего лишь сестрой его любовницы. Такая булла позволила бы королю жениться на Анне, как только он освободится, несмотря на близость родства, причиной которой стал роман с её сестрой. Но Климент на тот момент был пленником императора Карла V, племянника Екатерины, разграбившего Рим в мае 1527 года и запретившего папе аннулировать брачный союз своей тётки. Когда в декабре того же года приехал посланник от Генриха, Уильям Найт, Климент, не желая оскорбить короля Англии отказом, пошёл на компромисс: 1 января 1528 года он одобрил буллу, разрешавшую Генриху взять в жёны женщину любой степени родства при условии, что его первый брак будет признан незаконным. Однако это постановление в сложившихся обстоятельствах было абсолютно бесперспективным, и тогда Генрих инициировал многолетний процесс по аннулированию своего первого брака, известный под названием Великое дело короля.
Эти события вызвали разногласия при дворе, разделив его на сторонников и противников королевского Великого дела. Партия союзников королевы Екатерины, так называемая Арагонская фракция, куда входили такие семейства как Поулы (прежде всего, близкая подруга королевы, графиня Солсбери), Куртене, Стаффорды и Невиллы, всячески старалась поддержать её и оказать всевозможную помощь против стремлений короля расторгнуть брак. К Арагонской фракции принадлежал и маркиз Эксетер, который издавна покровительствовал Уильяму Кэри. Когда увлечение Генриха Анной Болейн приняло серьёзный характер, Кэри мог оказаться перед необходимостью сделать выбор: проявить лояльность к Эксетеру или же принять сторону семьи своей жены. В том случае, если бы Кэри примкнул к Арагонской фракции, Марии также пришлось бы выбирать. Анна осознавала, что Уильям Кэри мог быть ей полезен, и прилагала усилия, чтобы заручиться его поддержкой. Однако летом 1528 года в королевстве разразилась эпидемия потливой лихорадки, и 22 июня Уильям Кэри умер, не оставив завещания. Овдовевшая Мария вместе с двумя малолетними детьми оказалась в бедственном положении, так как выяснилось, что у её супруга было много неоплаченных долгов. Земли и владения Уильяма Кэри отошли его законному признанному наследнику, Генри Кэри, а поскольку он был несовершеннолетним, то имущество оставалось в ведении короля. Должности Кэри, денежные субсидии, назначенные королём, и права на проживание в замках и особняках, где он был назначен смотрителем, были возвращены в собственность Короны. У Марии фактически ничего не осталось, кроме небольшой арендной платы с поместья в Эссексе и аннуитета от Тайнмутского монастыря, который она получила за посредничество при назначении настоятеля. Однако доподлинно неизвестно, поступали ли эти средства лично ей или же в счёт погашения задолженностей. К тому же, у неё, скорее всего, не было собственного жилья.
Её отец не сделал ничего, чтобы хоть как-то помочь ей в решении финансовых проблем, и она обратилась за помощью к королю. По всей видимости, Генрих продолжал испытывать к ней некоторую приязнь и потому участливо откликнулся, вступившись за Марию перед её отцом и заставив сэра Томаса обеспечить ей и её детям содержание. Помимо этого, король пожаловал Анне права на опекунство её племянника, Генри Кэри, и ей же был поручен надзор за землями Уильяма Кэри до совершеннолетия мальчика. Позже Анна также озаботилась образованием Генри, подыскав ему учителей. Теперь Марии не нужно было опасаться за будущее своего сына, а к концу года её финансовое положение немного улучшилось, так как для неё восстановили выплату ежегодной ренты в сто фунтов, прежде дарованной королём Уильяму Кэри. Кроме того, сэру Томасу пришлось подчиниться требованиям короля и принять Марию в своём доме, и скорее всего, она вместе с маленькой дочерью снова вернулась в замок Хивер. Её сын, возможно, тоже был оставлен на её попечении, пока не пришло время начать его образование. Сведений же о самой Марии за период её шестилетнего вдовства совсем немного. Несмотря на обретённую стабильность и высокое положение семьи, никто не занимался поиском новой подходящей для неё партии. Вероятно, сэр Томас не желал утруждать себя этим вопросом из-за нараставшей с 1529 года волны слухов при дворе о прошлом романе Марии с королём, что также не могло привлечь потенциальных женихов. Мария вряд ли бывала тогда при королевском дворе, и хотя её внебрачная связь с королём была прикрыта папской буллой, сплетни продолжали распространяться, о чём новоприбывший испанский посол Эсташ Шапюи сообщал императору Карлу V. С лета 1529 года вовсю шло разбирательство по Великому делу короля под председательством папского легата Лоренцо Кампеджо, и присутствие бывшей любовницы, отношения с которой компрометировали Генриха, могло быть неудобным для него и для Болейнов в то время, когда они ожидали благоприятного решения от папы Климента VII.
Но слушания по Великому делу в монастыре Блэкфрайерс оказались безрезультатными, и вину за это Генрих возложил на кардинала Томаса Уолси, курировавшего процесс с самого начала. После такого провала кардинал Уолси так и не смог вернуть расположение короля и в октябре 1529 года был смещён с должности лорда-канцлера, а урегулирование своего Великого дела Генрих доверил новому кругу советников, куда помимо прочих входили Томас Кранмер и Томас Кромвель, которые к 1532 году нашли способ вывести Англию из-под юрисдикции Рима и в 1533 году добились признания первого брака короля недействительным. Между тем семья Болейнов продолжала процветать и пользоваться милостью короля. В декабре 1529 года сэр Томас Болейн был удостоен титулами графа Ормонда и Уилтшира, и теперь Мария получила право именоваться леди (или дамой) Марией Рочфорд по его второстепенному титулу виконта Рочфорда, который вскоре перешёл к его сыну Джорджу. В следующем году король предоставил Болейнам в качестве резиденции бывший дворец кардинала Уолси Йорк-плейс, масштабно перестроенный и переименованный в Уайтхолл. Известно, что Мария также какое-то время проживала в Уайтхолле, вероятно, занимая покои рядом с сестрой и матерью. С 1532 по 1534 годы имя Марии Рочфорд присутствовало в списках тех, кому король дарил новогодние подарки, что воспринималось как знак благосклонности монарха. Так, на Новый 1532 год Мария преподнесла королю в подарок «рубашку с воротником, вышитым чёрной нитью», вполне вероятно её работы, и взамен получила от него что-то из позолоченной посуды (это могли быть солонка, кубок или чаша).
Летом 1532 года планы короля на заключение брака с Анной начали приобретать конкретные очертания: смерть архиепископа Кентерберийского Уильяма Уорэма открывала возможность назначить более лояльного к Великому делу преемника и ускорить процесс. Попутно Генрих собирался на давно запланированную встречу с королём Франции Франциском I, который был готов оказать поддержку брачному альянсу Генриха и Анны. Для повышения статуса Анны как будущей супруги короля 1 сентября на пышной церемонии в Виндзорском замке ей был пожалован титул маркизы Пембрук в собственном праве. Уже с августа того же года Мария также готовилась к официальному визиту в Кале и была определена в свиту Анны, численность которой составляла около тридцати дам, призванных королём сопровождать его будущую королеву. В начале октября 1532 года королевский кортеж выехал из Гринвича и 11 октября отплыл в Кале, где по их прибытии состоялись роскошные торжества. Хотя по предварительной договорённости Анна не принимала участия в официальных мероприятиях, она всё же не упустила случая появиться на банкете в честь французского короля. Анна и другие дамы, среди которых были Мария, леди Джейн Рочфорд, леди Мэри Говард, в масках и причудливых нарядах из золотой парчи и пунцового атласа, сначала исполнили танец перед двумя королями, а затем пригласили их и танцевали вместе с ними и другими джентльменами. Встреча прошла успешно: Генрих и Франциск достигли соглашения по многим пунктам, и в начале ноября англичане покинули Кале. Для Марии Болейн это путешествие могло иметь не меньшее значение: существует предположение, что в Кале она познакомилась с Уильямом Стаффордом, за которого она впоследствии вышла замуж без разрешения семьи и короля. Стаффорд был служащим из окружения Генриха, прибывшим в Кале вместе с остальной свитой.
В конце 1532 года началась подготовка к свадьбе Генриха и Анны, и приблизительно 25 января следующего года они тайно обвенчались в Уайтхолле в присутствии горстки свидетелей. Эсташ Шапюи в своём донесении отмечал, что среди них были родители Анны, её брат Джордж и ещё несколько человек, но была ли Мария в их числе — неизвестно. Хотя вопрос с аннулированием брака с Екатериной Арагонской ещё не был закрыт, поспешность со свадьбой объяснялась тем, что Анна была беременна. Чтобы узаконить свой новый брак и будущего ребёнка, Генрих назначил Томаса Кранмера архиепископом Кентерберийским, и тот в течение весны 1533 года подготовил все необходимые формальности для завершения Великого дела и признания брака короля с Екатериной Арагонской недействительным. Брачный союз Генриха и Анны, напротив, был объявлен легитимным, и 1 июня состоялась коронация Анны Болейн. Незадолго до этих событий Мария была включена в штат фрейлин Анны и 29 мая сопровождала сестру в Тауэр, а затем участвовала в великолепной процессии от Тауэра до Вестминстера и присутствовала на коронации в Вестминстерском аббатстве. В том же году, 7 сентября, Анна родила дочь, принцессу Елизавету, ставшую впоследствии королевой Англии. Мария, как и все остальные Болейны, была на крещении принцессы в часовне Гринвичского дворца. По неизвестной причине ей не было отведено какой-либо значимой роли ни на коронации сестры, ни на крещении племянницы, несмотря на её родственную близость к королеве. Вероятно, это объяснялось тем, что из-за её репутации семья не хотела привлекать излишнее внимание к бывшей любовнице короля.

### Второй брак и изгнание

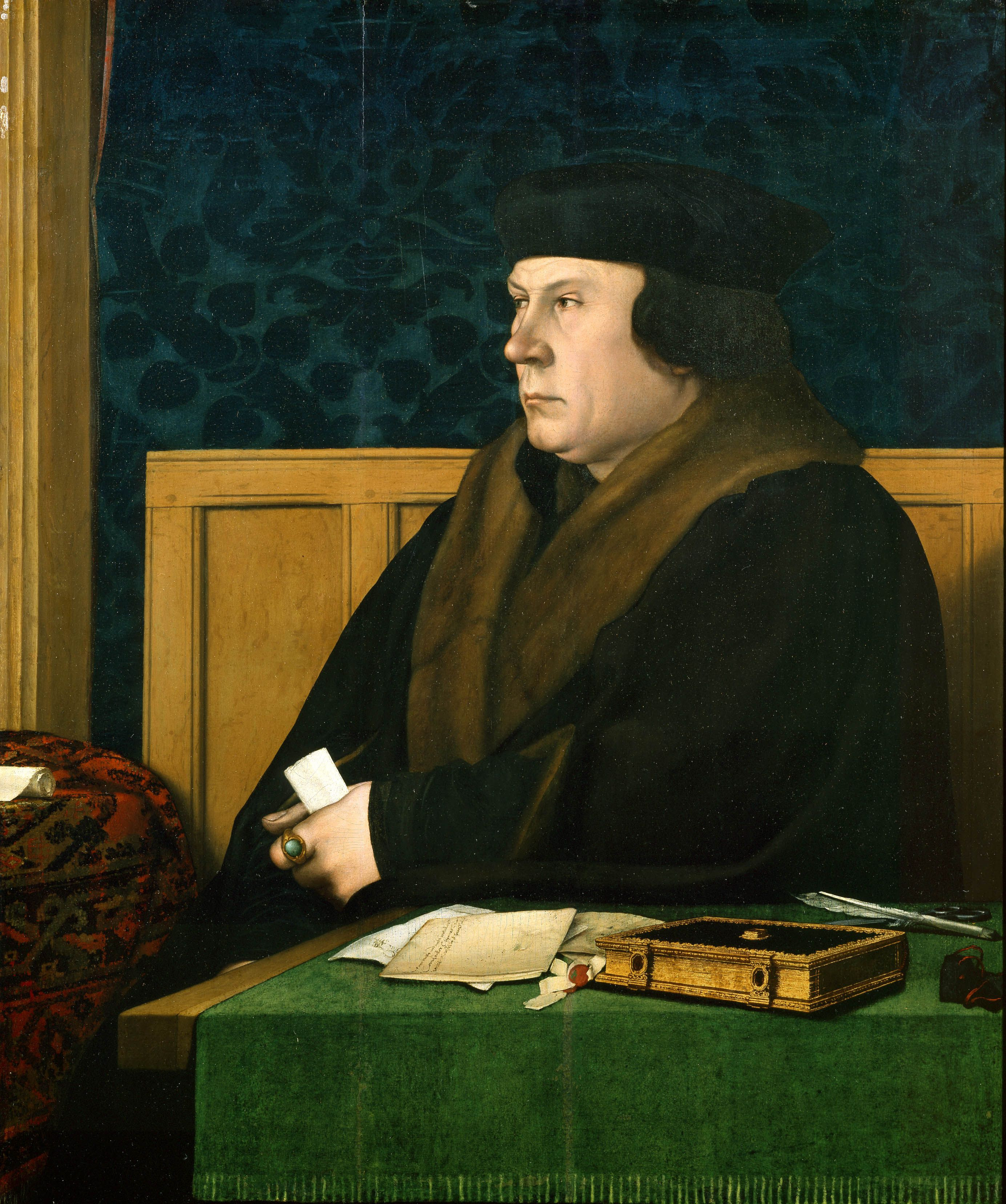
Томас Кромвель, портрет работы Ганса Гольбейна-младшего, ок. 1532—1533 годов. Из коллекции Фрика

В сентябре 1534 года заметно беременная Мария Болейн неожиданно появилась при королевском дворе и сообщила, что вышла замуж — по необходимости и, вероятно, по любви. В обществе той эпохи подобный поступок считался своенравным и неразумным, тем более что она вступила в новый брак без предварительного позволения семьи и короля. Её избранником стал Уильям Стаффорд, солдат и один из второстепенных служащих при дворе, занимавший пост джентльмена-ашера. Неизвестно, когда именно Мария познакомилась с ним. Это могло произойти на торжествах в честь коронации Анны в июне 1533 года, на которой он присутствовал в качестве одного из прислужников, либо даже во время поездки в Кале осенью 1532 года. Маловероятно, что это случилось раньше, так как Мария в своём письме к Томасу Кромвелю, написанном в конце 1534 года, упоминала, что она знала Стаффорда «недолгое время». Несмотря на отдалённое родство со старинным и знатным семейством Стаффордов, самого Уильяма вряд ли можно было счесть ровней сестре королевы: он был младшим из сыновей, не был богат и на момент свадьбы с Марией не имел земельных владений. Пусть её семья и не предпринимала попыток найти ей мужа, предполагалось, что она выйдет замуж за человека влиятельного, чьё положение и семейные связи будут выгодны для Болейнов, и это было вполне достижимо даже с её сомнительной репутацией. Когда стало известно об этом браке, Болейны и их родственник герцог Норфолк, ближайший советник короля, были в ярости, опасаясь реакции Генриха на то, что безземельный солдат стал его свояком. Анна и её отец, граф Уилтшир, убедили короля отлучить Марию и её нового мужа от королевского двора. Посол Эсташ Шапюи полагал, что наказание было справедливым, потому как Мария «была признана виновной в проступке, и теперь её присутствие при дворе было неуместным». Кроме того, Уилтшир, узнав, что Мария забеременела ещё до брака, лишил её денежного пособия, которое он выплачивал ей по настоянию короля, а самого Генриха, скорее всего, также уговорили отменить выплату Марии ежегодных 100 фунтов.
Мария, похоже, была обескуражена тем, как семья отреагировала на её брак. Анна была разгневана из-за того, что сестра пренебрегла её интересами и положением королевы Англии; к тому же в конце июля 1534 года вторая беременность Анны, по всей видимости, закончилась выкидышем, и последовавшее появление беременной Марии было для неё невыносимым. Анна сочла себя оскорблённой. Джордж разделял её чувство задетой гордости, и поскольку они с Марией никогда не были особо близки, он встал на сторону Анны и родителей. Отношения с родителями у Марии были напряжёнными ещё с тех пор, как она вернулась из Франции, предположительно, из-за её нескромного поведения при дворе короля Франциска, и, судя по их возникшей неприязни к старшей дочери, возможно, она стала для них обузой и источником разочарования. По принуждению короля родители приютили её в своём доме, когда она овдовела, но теперь, когда Мария и её новый муж были отовсюду изгнаны, они, вероятно, нашли временное пристанище в доме отца Уильяма в Коттреде, графство Хартфордшир.
Тем не менее Мария всё же попыталась высказаться в защиту своего брака. Скорее всего её материальное положение было отчаянным, и поскольку никто из семьи не желал с ней контактировать, она прибегла к помощи всемогущего государственного секретаря Томаса Кромвеля. В письме к Кромвелю, написанном приблизительно в конце 1534 года, она признавала свою вину за опрометчивый поступок, стоивший ей милости королевы, но оправдывала себя тем, что обрела счастье в замужестве по любви и освободилась от строгого контроля отца. При этом она подчеркнула, что с таким мужем скорее предпочла бы жить подаянием, чем быть величайшей из королев в христианском мире. Затем она попросила Кромвеля вступиться за неё перед королём и умолить Генриха смягчиться, так как к ней он «всегда имел обыкновение проявлять жалость». Вместе с тем, отмечая, что Стаффорд происходил из древнего рода, она призывала посодействовать ему в восстановлении в прежней должности при дворе. Напоследок она просила Кромвеля помочь ей вновь обрести благосклонность своей семьи. Очевидно, её письмо не принесло никакого результата, так как Кромвель не внял ни одной её просьбе. Его ответ — если он и был — не сохранился, однако для него не было особой выгоды в том, чтобы оказать поддержку опальной чете, рискуя навлечь на себя неудовольствие короля и королевы. К тому же, маловероятно, что Анна и Мария когда-либо помирились. Анна наверняка ознакомилась с её письмом, и намеренное акцентирование Марии того, что даже в немилости она счастливее, чем сама королева, вряд ли могло способствовать их примирению. Также не совсем ясно, что стало с ребёнком, которым была беременна Мария в 1534 году. Существует версия, что это была дочь, названная Анной в честь королевы, а позже у Стаффордов родился сын, умерший к 1543 году. Однако нет никаких свидетельств современников ни об этом безымянном сыне, ни о поле и имени первого ребёнка, который мог родиться в 1535 году. Сын по имени Эдвард, которого порой упоминают как ребёнка Марии от Уильяма Стаффорда, в действительности сын Стаффорда от его второй жены, Дороти.
По всей видимости Мария и Уильям больше не появлялись при королевском дворе, о чём упоминал в апреле 1535 года Джон Хейл, отмечая, что королева не хотела видеть сестру. Зимой 1536 года, через несколько недель после смерти Екатерины Арагонской и преждевременных родов у Анны, Родольфо Пио ди Карпи, известный своей враждебностью к Болейнам, утверждал, что королева инсценировала свою беременность и последовавший выкидыш, а чтобы скрыть это, не допускала к себе никого, кроме своей сестры Марии. Это единственное упоминание о том, что Мария была рядом с Анной уже после изгнания. Тем не менее из-за ошибок и неточностей в докладах Пио ди Карпи о событиях в Англии его заявление едва ли правдоподобно: Анна действительно была беременна, но преждевременно родила мёртвого сына, и ни один другой комментатор не отмечает присутствия Марии в тот момент при дворе, к тому же сомнительно, что она вообще тогда находилась в Англии. Несмотря на это, некоторые современные авторы продолжают рассматривать это сообщение от Пио ди Карпи как намёк на воссоединение сестёр. Однако достоверных сведений о дальнейших визитах Марии ко двору нет, а предположение, что Анна впоследствии попыталась наладить с ней отношения и отправила ей некоторую сумму денег и золотую чашу, не имеет подтверждений в источниках. Также нет никаких убедительных свидетельств тому, что Мария помирилась с отцом, графом Уилтширом, и он якобы позволил ей и её мужу проживать в одном из поместий Болейнов, Рочфорд-холле, в Эссексе, потому что после того, как её прошение о помощи к Кромвелю осталось без ответа, Мария с мужем, вероятно, перебрались в Кале, где за Стаффордом по-прежнему сохранялся пост копьеносца при гарнизоне. Там они могли оставаться приблизительно в течение шести лет. Нет никаких упоминаний о Марии в отчётах за весну 1536 года, документирующих падение Болейнов, когда королева Анна, её брат лорд Рочфорд и несколько придворных были арестованы по сфабрикованному Томасом Кромвелем обвинению в измене. Все они были признаны виновными и приговорены к смерти, а граф Уилтшир оказался в опале и утратил множество своих привилегий. Незадолго до казни Анны архиепископ Томас Кранмер аннулировал её брак с королём Генрихом VIII. В качестве основания были указаны предыдущие отношения короля с сестрой королевы, Марией Болейн, из-за чего брак Генриха и Анны был признан кровосмесительным. Те же основания были использованы в принятом в июне 1536 года Втором акте о престолонаследии, объявлявшем дочь Генриха и Анны, принцессу Елизавету, незаконнорожденной. Кроме того, вскоре после аннулирования своего брака с Анной Генрих закрепил вынесенные резолюции, восстановив старый канонический закон, запрещавший брак с сестрой бывшей любовницы. Вследствие этого диспенсация от 1528 года, которую Генрих получил, чтобы обойти препятствие в виде связи с Марией и жениться на Анне, также стала недействительной.
Не сохранилось никакой информации о том, пыталась ли Мария увидеться с сестрой и братом до их казни или каким-либо образом связаться с ними или с родителями. После казни Анны и Джорджа их мать, графиня Уилтшир, покинула двор и умерла в апреле 1538 года вследствие тяжёлой болезни. Граф Уилтшир скончался менее года спустя, в марте 1539 года. Поскольку его сын и наследник умер бездетным и под действием билля об опале, титулы виконта Рочфорда и графа Уилтшира, наследовавшиеся по мужской линии, оказались в состоянии ожидания. Сонаследницами Уилтшира стали его дочь Мария и его внучка Елизавета. Доля Анны была конфискована по акту о лишении прав и состояния, а Елизавета была признана незаконнорождённой и не имевшей права на наследство. Половина имущества Болейнов отошла в собственность Короны. Остальное оказалось в ведении душеприказчиков, и, вероятно, по воле короля матери Уилтшира, леди Болейн, было разрешено проживать в замке Хивер. После её смерти, случившейся в период между 30 сентября 1539 года и 20 марта 1540 года, её внучка Мария Болейн могла претендовать на её долю в богатом наследстве Ормондов. В апреле 1540 года Уильям Стаффорд от имени своей жены ходатайствовал к Томасу Кромвелю о получении прибылей с земель Ормондов в Эссексе, но ему было отказано на том основании, что эти земли могли принадлежать Короне, так как предыдущий владелец не оставил чётких распоряжений о них. В результате последовавших разбирательств Марии и Уильяму пришлось ждать три года, прежде чем они смогли вступить во владение имуществом леди Болейн.

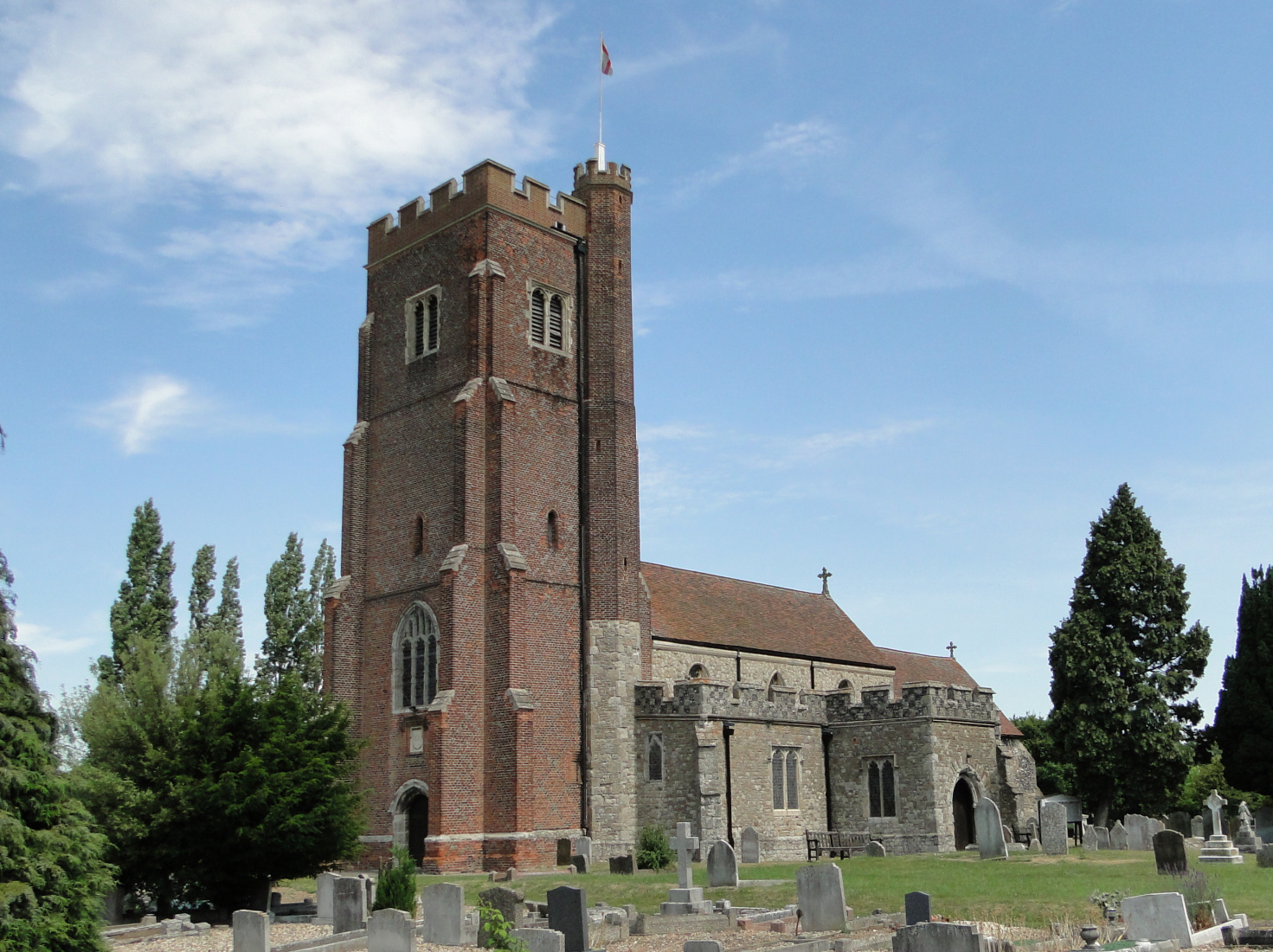
Церковь Святого Андрея в Рочфорде — вероятное место погребения Марии Болейн

Мария и Уильям вернулись в Англию в конце 1539 года. Стаффорд был включён в свиту графа Саутгемптона, принимавшего в Кале Анну Клевскую, а затем сопровождавшего её по пути к Лондону. По всей видимости, Стаффорды прибыли на родину вместе с Анной Клевской, которой предстояло стать четвёртой женой короля Генриха VIII. Среди исследователей бытовало мнение, что по прибытии в Англию, с 1540 года, Мария с семьёй поселилась в Рочфорд-холле, однако она не могла там жить до тех пор, пока не был вынесен вердикт о наследстве Ормондов, частью которого было это поместье. Несмотря на возникшие отсрочки с получением наследственной доли Ормондов, 15 апреля 1540 года король пожаловал чете Стаффордов часть земель в Кенте, ранее принадлежавших Болейнам. Скорее всего, некоторое время Мария могла проживать в одном из кентских владений; Уильям Стаффорд в 1541 году был назначен эсквайром при теле короля Генриха VIII и оставался при дворе. Наконец, в мае 1543 года Мария получила права собственности на наследство леди Болейн. К тому моменту Мария, предположительно, была больна, так как 19 июля 1543 года она скончалась; причина её смерти неизвестна. Исходя из того, что тогда она уже владела этим поместьем, существует версия, что Мария умерла в Рочфорд-холле в Эссексе, но надёжных свидетельств тому нет. Время и место её погребения также неизвестны, вероятно, её могли похоронить в Рочфорде, в церкви Святого Андрея, расположенной неподалёку от Рочфорд-холла.

## Потомки
В браке с Уильямом Кэри (возможно от Генриха VIII) родились двое детей:
- Кэтрин Кэри (ок. 1524 — 15 января 1569). Фрейлина Анны Клевской и Кэтрин Говард. Вышла замуж за сэра Фрэнсиса Ноллиса[англ.], рыцаря ордена Подвязки. Позже была фрейлиной своей двоюродной сестры, королевы Елизаветы I. Одна из её дочерей, Летиция Ноллис, была второй женой Роберта Дадли, графа Лестера, фаворита Елизаветы.
- Генри Кэри, 1-й барон Хансдон, (4 марта 1526 — 23 июля 1596). Он получил титул барона сразу после коронации королевы Елизаветы и позже стал рыцарем ордена Подвязки. Когда Генри уже находился на смертном одре, королева предложила ему титул графа Ормонда (титул, который принадлежал семейству Болейн, и которого он долго добивался), но он отказался от титула.

От брака с сэром Уильямом Стаффордом в 1535 году у Марии предположительно родилась дочь Анна, но свидетельств о её существовании не сохранилось.

## Мария Болейн в искусстве
- Образ Марии Болейн впервые появился на экране в фильме «Тысяча дней Анны» в 1969 году, её сыграла Валери Гирон[англ.].
- В литературе Мария отображена в романах «Тайный дневник Анны Болейн» Робин Максвелл, «Елизавета I» Розалин Майлз, «Роза Хевера» Морин Питерс, «Леди в Тауэре» Джин Плейди, «Госпожа Анна» Норы Лофтс, «Анна Болейн» Эвелин Энтони. Как главная героиня романа Мария появляется в следующих произведениях: «Сёстры Тюдор» британского автора Эйлин Эрмитэйдж, «Последняя Болейн» Карен Харпер и «Ещё одна из рода Болейн» Филиппы Грегори (эта книга была экранизирована дважды — в 2003 и 2008 годах). Роман Грегори стал бестселлером и пережил пять изданий подряд. Историки находят в нём множество неточностей.
- В телевизионной экранизации «Ещё одна из рода Болейн» (в русском прокате фильм появился под названием «Сёстры Болейн») 2003 года роль Марии сыграла Наташа Макэлхон. Фильм снят студией BBC.
- В голливудской экранизации «Ещё одна из рода Болейн» Марию играет актриса Скарлетт Йоханссон.
- В телесериале «Тюдоры» Мария Болейн появляется в первых двух сезонах в исполнении Пердиты Уикс[англ.].
- Мария Болейн стала персонажем романа Хилари Мантел «Вулфхолл». В одноимённом телесериале 2015 года её сыграла Чарити Уэйкфилд.